# 劉宣 (景泰進士)
劉宣（1425年—1491年），字紹和，江西吉安府安福縣人，直隸盧龍衛軍籍，明朝政治人物。景泰庚午解元，聯捷進士。官至南京工部尚書。

## 生平
景泰元年（1450年），學士劉鉉主順天鄉試，掲曉第一名為劉宣。有同考官因其為盧龍軍士，欲換人，劉鉉認為，朝廷立賢，不應糾結出身。於是劉宣成為解元。景泰二年（1451年）劉宣聯捷辛未科會試第九名，殿試二甲第四十五名，賜進士出身。选翰林院庶吉士，授翰林院编修。官至南京工部尚書。

## 家族
曾祖劉宗德。祖父劉孟勤。父劉祖昭。
有子劉秉監。